# حرف إفريقي
الحُرْف الإفريقي نوع نباتي يتبع جنس الحُرْف من الفصيلة الصليبية.

## الموئل والانتشار
موطنه أفريقيا.